# مسجد الوعل
مسجد الوعل هو مسجد تاريخي في محافظة حضرموت بمدينة تريم، ويقع على مرتفع بسيط في حارة الخليف القديمة، أقدم حارات تريم. وتأسس في القرن الأول الهجري، وقيل سنة 43 هـ تقريباً أسس هذا المسجد التابعي أحمد بن عبّاد بن بِشر الأنصاري الأوسي.

## تسميته
لمسجد الوعل أسماء أخرى مثل: مسجد الخطباء، مسجد الأنصار، أو مسجد مولى الوعل. فأما تسميته بمسجد مولى الوعل فلعل السبب في ذلك أن الشيخ علي بن محمد (المعروف بصاحب الوعل) قد أعاد بناءه ووسعه فقيل له مسجد الوعل.

## عمارته
عمر هذا المسجد عدة مرات، منها  عمارة الشيخ الفقيه عمر بن عبدالرحمن بامصباح سنة 916 هـ، عمّر منارته وأحدثَ فيه الباب النجدي.وذكر الشيخ محمد الخطيب (في كتاب البرد النعيم) أن جد آل بامصباح (يقصد الشيخ مصباح بن عبدالله بن قاسم باحنان) قد تصدق على مسجد الوعل في زمن المؤلف وزاد فيه حمامه القِبلي. وعمر أيضاً سنة 1300 هـ بنظر العلامة أحمد بن أبي بكر الخطيب، وعمر ورمم بعد ذلك عدة مرات، منها توسعته عام 1347 بنظر الشيخ علي بم عبدالرحمن الخطيب، صاحب مسجد الأنوار، حيث وسع ضاحيته الشرقية.
ثم عمر سنة 1410 هـ بنظر العلامة عمربن عبدالله الخطيب وبتمويل من الشيخ عمر بن عبدالله بن أحمد الهطيب المتوفي بسنقافورة سنة 1418 هـ، حيث قام بنقض سطح المسجد كاملاً وأقام بطرقه، وأصلح بعض السقوف بما يسمى الجملول، ورمم الفاضلتين النجدية والشرقية، ونوّر المسجد داخلاً وخارجاً بالنورة.